# Isochariesthes euchroma
Isochariesthes euchroma là một loài bọ cánh cứng trong họ Cerambycidae.